# チェスター・コンクリン
チェスター・コンクリン（Chester Conklin, 1886年1月11日 - 1971年10月11日）は、アメリカ合衆国の俳優、コメディアン。
1910年代から約半世紀にわたって約300もの映画に出演し、1910年代はコメディ作品の常連としてチャールズ・チャップリンやロスコー・“ファッティ”・アーバックル、マック・スウェイン、メーベル・ノーマンドらと共演を重ねた。特にスウェインとはキーストン社時代からコンビを組み、スウェイン演じるキャラクター「アンブローズ氏」と対を成す、独特の口ひげが特徴のキャラクター「ウォルラス氏」を演じた。1920年代以降はコメディのほかにドラマ性のある作品にも出演するようになり、トーキー時代の到来を経て第二次世界大戦後まで細く長く活躍を続けた。

## 生涯
チェスター・コンクリン、本名チェスター・クーパー・コンクリンは、1886年1月11日、アイオワ州オスカルーサに生まれた。家は鉱業の盛んな地域にあったが、親はコンクリンが役人になることを望んでいた。しかし、コンクリン本人は地元の祭りで朗読の賞をとったことをきっかけにコメディアンになることを望んでおり、父親の承諾は得られないと読んでいたため家出を決行した。セントルイスに出てきたコンクリンは、ジョー・ウェーバーとルー・フィールズが主宰するヴォードヴィルの舞台『ゲルマン』に顔を出す。飛び入りながらも役を得たコンクリンは、一座の先輩からアクセントの強い語り口とセイウチ（ウォルラス）のような口ひげを伝授してもらった。「ウォルラス氏」の誕生である。以降、コンクリンは「ウォルラス氏」というキャラクターを抱えてさまざまなヴォードヴィル一座やサーカスを渡り歩くこととなった。
1912年の冬、コンクリンはヴェネツィアで巡業中にマック・セネットと出会う。映画館でセネット率いるキーストン社の作品を見たあとにキーストン社への所属を決意し、一日あたり3ドルのギャラで契約を結んだ。キーストン社には6年あまり在籍し、キーストン・コップスの一員になったほか、「ウォルラス氏」のキャラクターをキーストン社でも披露してマック・スウェインの「アンブローズ氏」とコンビを結成し、「アンブローズ氏とウォルラス氏」は瞬く間に人気を得るシリーズとなった。1914年にチャールズ・チャップリンがキーストン社に入社すると、チャップリンのキーストン社での第一作『成功争ひ』から共演を重ね、「ウォルラス氏」はチャップリンのキャラクター「チャーリー」ともよくマッチした。チャップリンやスウェイン、メーベル・ノーマンドとともにキーストン作品の顔となったコンクリンではあったが、やがてウィリアム・フォックスが創設したフォックス・フィルム・コーポレーション、のちの20世紀フォックスと接近するようになる。セネットはコンクリンの移籍を阻もうとしたものの、最終的にはコンクリンはキーストン社を去ってフォックス・フィルムに移籍した。もっとも、コンクリンは間もなくフィックス・フィルムと契約を解消し、以降はフリーランスとして活動することとなる。
1920年代に入り、コンクリンはコメディ以外にも活躍の場を広げ、エリッヒ・フォン・シュトロハイム監督の1924年の映画『グリード』では、ザス・ピッツ演じるヒロインの父の役を演じる。また、フリーランスとしてファースト・ナショナル、ゴールドウィン、パラマウント映画とその前身のフェイマス・プレイヤーズ・ラスキーといったさまざまな映画会社の作品に顔を出すこととなった。W・C・フィールズ、ダリル・F・ザナックの長編作品にも出演を重ね、1930年代に入るとコメディに回帰する。三ばか大将の一連のシリーズのほか、1936年の『モダン・タイムス』でチャップリンと久しぶりに共演し、往年の「ウォルラス氏」の扮装で技師を演じた。1940年の『独裁者』にも出演し、チャップリン扮するユダヤ人の床屋に、ラジオから流れるブラームスのハンガリー舞曲第5番に合わせて髪とヒゲを手入れされる客を演じる。第二次世界大戦後もベティ・ハットンら若い世代の役者と共演したが、徐々に衰退期に入り、伝えられるところによればクリスマスのシーズンにサンタクロースに扮した売り子としてロサンゼルスのストアに登場したこともあったという。
コンクリンは生涯に4回の結婚をした。1913年にミニー・V・グッドウィンと結婚し、20年間連れ添ったのち、1933年に離婚した。1934年5月5日にはマルゲリータ・ルースと二度目の結婚をする。マルゲリータは生まれてすぐに重度の関節炎で歩行が困難になるなどハンデを負っていた女性であったが、チェスターが腕利きの医師を手配するなど献身的に尽くした結果、マルゲリータは人生で初めて歩けるほど症状が改善したものの、4回目の結婚記念日を迎えた直後の1937年5月17日に合併症で亡くなった。1949年にヴァルタ・C・ジェネシーと三度目の結婚を行ったが、1965年以前に別れている。チェスターは1960年代からは病気がちとなってしばしば入院するようになったが、そのさなかに患者仲間で当時65歳のキャサリン・ジューン・アイレス・グンターと恋におち、1965年にラスベガスでキャサリンと四度目の結婚をした。2人はロサンゼルスのバンナイズ地区に移り住み、結婚翌年の1966年に製作されたヘンリー・フォンダ主演の『テキサスの五人の仲間』がコンクリンにとっての最後の出演作となった。
1971年10月11日、コンクリンは85年の生涯を終え、遺体は火葬に付されたうえで灰は海に撒かれた。存命中の1960年、コンクリンはこれまで映画界への貢献が評価され、ヴァイン通り1560番地にハリウッド・ウォーク・オブ・フェームの星が刻まれた。
コンクリンはフリーメイソンであった。1916年9月18日にフリーメイソンとしての階級を昇級した。

## 主な出演作品
インターネット・ムービー・データベースのデータによる。
- Hubby's Job（1913年）
- 成功争ひ（1914年） - 浮浪者・警官 役（二役）
- メーベルの窮境（1914年） - 夫 役
- 夕立（1914年） - 警官 役
- タンゴのもつれ（1914年） - 警官 役
- メーベルの身替り運転（1914年） - メーベルの父 役
- 恋の二十分（1914年） - 別のスリ 役
- チャップリンの総理大臣（1914年） - ウェイター仲間 役
- メーベルの多忙な一日（1914年） - 巡査部長 役
- チャップリンの道具方（1914年） - 観客の男 役
- チャップリンの画工（1914年） - 酒飲み 役
- 男か女か（1914年） - 映画俳優 役
- 髭のあと（1914年） - 恋敵 役
- チャップリンとパン屋（1914年） - ウェイター 役
- アルコール自動車競争の巻（1914年） - ウォルラス氏 役
- 醜女の深情け（1914年） - フージー氏 役
- Anna Christie（1923年）
- グリード - トリナの父親 役
- 醜女の深情け 1928年版（1928年）
- キーストン・ホテル（英語版）（1935年）
- モダン・タイムス（1936年） - 工場の技師 役
- ハリウッド・カヴァルケード（英語版）（1939年）
- スミス都へ行く（1939年） - 上院の傍聴者 役
- 独裁者（1940年） - 床屋の客 役
- 幽霊紐育を歩く（1941年） - 新聞売り 役
- サリヴァンの旅（1941年） - 年寄りの男 役
- 偉大なる瞬間（英語版）（1944年） - 患者 役
- ポーリンの冒険（英語版）（1947年）
- レッツ・ダンス（1950年）
- The Beast with a Million Eyes （1955年）
- テキサスの五人の仲間（1966年） - 飲み屋の老人 役

### サイト
- “Chester Conklin” (英語). Silent Hollywood.   SilentHollywood.com. 2013年7月11日閲覧。
- “Chester Conklin (1886-1971)” (英語). GOLDEN SILENTS.   goldensilents.com. 2013年7月11日閲覧。
- Chester Conklin - IMDb（英語）
- "チェスター・コンクリン". Find a Grave. 2013年7月11日閲覧。
- チェスター・コンクリン - オールムービー（英語）

### 印刷物
- チャールズ・チャップリン『チャップリン自伝』中野好夫（訳）、新潮社、1966年。ISBN 4-10-505001-X。
- 新野敏也『サイレント・コメディ全史』喜劇映画研究会、1992年。ISBN 978-4906409013。
- デイヴィッド・ロビンソン『チャップリン』 上、宮本高晴、高田恵子（訳）、文藝春秋、1993年。ISBN 4-16-347430-7。
- デイヴィッド・ロビンソン『チャップリン』 下、宮本高晴、高田恵子（訳）、文藝春秋、1993年。ISBN 4-16-347440-4。
- 大野裕之『チャップリン再入門』日本放送出版協会、2005年。ISBN 4-14-088141-0。
- 大野裕之『チャップリン・未公開NGフィルムの全貌』日本放送出版協会、2007年。ISBN 978-4-14-081183-2。
- マック・セネット『<喜劇映画>を発明した男 帝王マック・セネット、自らを語る』石野たき子（訳）、新野敏也（監）、作品社、2014年。ISBN 4861824729。